# Куяча (село)
Куяча — село в  Алтайском крае, Алтайском районе.

## Население
| 1997 | 1998 | 1999 | 2000 | 2001 | 2002 | 2003 |
| ---- | ---- | ---- | ---- | ---- | ---- | ---- |
| 659  | ↘643 | ↘633 | ↗650 | ↘648 | ↗671 | ↘616 |
| 2004 | 2005 | 2006 | 2007 | 2008 | 2009 | 2010 |
| ↗635 | ↗648 | ↘636 | ↘625 | ↘603 | ↗609 | ↘476 |
| 2011 | 2012 | 2013 |      |      |      |      |
| →476 | ↘470 | ↘465 |      |      |      |      |

## Расположение
Село Куяча находится в России в Алтайском крае в Алтайском районе. Ближайшие города: Белокуриха, Барнаул, Бийск, Новосибирск.  Располагается в 65-70 км от районного центра (села Алтайского).

## Климат
Климат села Куячи — умеренно континентальный с четко выраженной сезонностью.

## Растительность
Степень застройки Куячи очень небольшая, поэтому растительность здесь имеет обширные списки. Село повсюду окружено горами, на которых в свою очередь произрастает огромное количество растений. Парки отсутствуют.
Самые распространенные растения: нивяник, ромашка непахучая, клевер ползучий, лютик едкий («куриная слепота»), сурепка, зверобой, козлобородник, тысячелистник и другие.

## История
Летом 1825 года командированному в Алтайскую волость унтершихтмейстеру Пылкову было поручено по реке Песчаной до устья речки Куячи отвести землю для поселения просившихся туда ревизских крестьян Енисейской волости Чиркова с товарищами, всего на 44 мужские души.
3 сентября 1825 года Пылков доложил, что нашел на том месте только пять душ, которые имели на речке Куяче «небольшое обзаводство и пасеку» и сказали, что большинство из просившихся переселяться не желают. Поэтому отводить землю Пылков не стал. О том, состоялось ли заселение избранного крестьянами места и когда к первым пяти душам присоединились другие, сведений найти не удалось. В ревизию 1834 года населенный пункт на речке Куяче не учитывался. Очевидно, первые его поселенцы ещё числились на прежних местах жительства.
В 10-ю ревизию 1857 года в деревне Куяча было учтено 42 мужские ревизские души. В 1893 году в деревне Куяча Сычевской волости было 55 дворов и в них 306 жителей. В 1911 году в деревне Куяча Куяганской волости насчитывалось 143 двора и в них 909 жителей. В перепись 1926 года село Куяча Куяганского района имело 266 хозяйств и в них 1424 жителя.

## Великая Отечественная война
В период Великой Отечественной войны было призвано более 340 мужчин 1900-23 годов рождения из Куячинского сельского совета, в состав которого в 1941 году входили два села: Куяча и Тоурак.
По воспоминаниям очевидцев, в Куячу вернулись живыми, ранеными, контуженными примерно 60 человек. На данный момент в Куяче остались дети войны, ветеранов в селе нет.